# Stannard (Vermont)
Stannard ist eine Town im Caledonia County des Bundesstaates Vermont in den Vereinigten Staaten mit 208 Einwohnern (laut Volkszählung des Jahres 2020).

## Geografie

### Geografische Lage
Stannard liegt im Nordwesten des Caledonia Countys, in den Green Mountains. Einige kleinere Zuflüsse des Lamoille Rivers durchfließen den Westen der Town und im Osten finden sich Zuflüsse des Joes Brook. Es gibt mehrere kleine Seen auf dem Gebiet der Town, der Größte ist der Stannard Pond. Die Oberfläche der Town ist hügelig, die höchste Erhebung ist der 796 m hohe Ide Mountain.

### Nachbargemeinden
Alle Entfernungen sind als Luftlinien zwischen den offiziellen Koordinaten der Orte aus der Volkszählung 2010 angegeben.
- Norden: Wheelock, 2,1 km
- Osten: Danville, 6,5 km
- Süden: Walden, 5,6 km
- Westen: Greensboro, 12,8 km

### Klima
Die mittlere Durchschnittstemperatur in Stannard liegt zwischen −9,44 °C (15 °Fahrenheit) im Januar und 20,0 °C (68 °Fahrenheit) im Juli. Damit ist der Ort gegenüber dem langjährigen Mittel der USA um etwa 9 Grad kühler. Die Schneefälle zwischen Mitte Oktober und Mitte Mai liegen mit mehr als zwei Metern etwa doppelt so hoch wie die mittlere Schneehöhe in den USA. Die tägliche Sonnenscheindauer liegt am unteren Rand des Wertespektrums der USA, zwischen September und Mitte Dezember sogar deutlich darunter.

## Geschichte
Stannard wurde am 9. August 1867 gegründet. Benannt nach George J. Stannard aus Georgia, einem General des Sezessionskriegs, der in der Schlacht von Gettysburg kämpfte. Das Gebiet war zuvor als Goshen Gore Number 1 bekannt und bekam durch den Akt der Legislative von Vermont den Status einer Town.

### Einwohnerentwicklung
| Volkszählungsergebnisse – Town of Stannard | Volkszählungsergebnisse – Town of Stannard | Volkszählungsergebnisse – Town of Stannard | Volkszählungsergebnisse – Town of Stannard | Volkszählungsergebnisse – Town of Stannard | Volkszählungsergebnisse – Town of Stannard | Volkszählungsergebnisse – Town of Stannard | Volkszählungsergebnisse – Town of Stannard | Volkszählungsergebnisse – Town of Stannard | Volkszählungsergebnisse – Town of Stannard | Volkszählungsergebnisse – Town of Stannard |
| Jahr                                       | 1800                                       | 1810                                       | 1820                                       | 1830                                       | 1840                                       | 1850                                       | 1860                                       | 1870                                       | 1880                                       | 1890                                       |
| ------------------------------------------ | ------------------------------------------ | ------------------------------------------ | ------------------------------------------ | ------------------------------------------ | ------------------------------------------ | ------------------------------------------ | ------------------------------------------ | ------------------------------------------ | ------------------------------------------ | ------------------------------------------ |
| Einwohner                                  |                                            |                                            |                                            |                                            |                                            | 215                                        | 240                                        | 228                                        | 252                                        | 239                                        |
| Jahr                                       | 1900                                       | 1910                                       | 1920                                       | 1930                                       | 1940                                       | 1950                                       | 1960                                       | 1970                                       | 1980                                       | 1990                                       |
| Einwohner                                  | 222                                        | 206                                        | 173                                        | 154                                        | 140                                        | 116                                        | 113                                        | 88                                         | 142                                        | 148                                        |
| Jahr                                       | 2000                                       | 2010                                       | 2020                                       | 2030                                       | 2040                                       | 2050                                       | 2060                                       | 2070                                       | 2080                                       | 2090                                       |
| Einwohner                                  | 185                                        | 216                                        | 208                                        |                                            |                                            |                                            |                                            |                                            |                                            |                                            |

## Wirtschaft und Infrastruktur

### Verkehr
Durch Stannard verläuft keine der größeren Land- oder Bundesstraßen der Vereinigten Staaten. Die Town wird nur durch kleine Straßen erschlossen. Die Vermont State Route 16 verläuft westlich von Stannard.

### Öffentliche Einrichtungen
Es gibt in Stannard kein Krankenhaus. Das nächstgelegene ist das Northeastern Vermont Regional Hospital in St. Johnsbury.

### Bildung
Stannard gehört mit Hardwick, Craftsbury und Greensboro im Orleans County, Wolcott im Lamoille County und Woodbury im Washington County zur Orleans Southwest Supervisory Union. In Stannard gibt es keine eigene Schule, die im Schulbezirk nächste ist die Hardwick Elementary School in Hardwick. Sie bietet für 260 Schulkinder Klassen von Kindergarten bis zum sechsten Schuljahr. Die Hazen Union High School ebenfalls in Hardwick betreut etwa 350 Schülerinnen und Schüler von der siebten bis zum Abschluss der High School in der zwölften Klasse.
In Stannard gibt es keine Bibliothek. Die nächstgelegenen befinden sich in Greensboro und Hardwick.